# Sítios arqueológicos do Vale do Upano
Os sítios arqueológicos do Vale do Upano são um conjunto de assentamentos arqueológicos na floresta amazônica, localizados no vale do rio Upano, no leste do Equador. Os sítios abrangem diversas cidades; acredita-se que eles tenham sido habitados já em 500 a.C., antecedendo qualquer outro conjunto de sociedade amazônica conhecido em mais de um milênio.

## História da escavação
A primeira evidência de assentamento pré-moderno na região do Vale Upano foi encontrada na década de 1970. Stéphen Rostain, arqueólogo do Centre national de la recherche scientifique, iniciou escavações na região durante a década de 1990. A exploração dos sítios acelerou depois que o governo do Equador financiou uma pesquisa com a tecnologia LIDAR do Vale Upano em 2015, facilitando a descoberta de muito mais assentamentos do que havia sido descoberto anteriormente. A equipe de Rostain publicou suas descobertas da pesquisa LIDAR na Science em janeiro de 2024.

## Descrição dos sítios
Os sítios conhecidos se espalham por 300 km² no vale do rio Upano. A equipe de Rostain relatou a descoberta de quinze assentamentos, cinco dos quais foram descritos como "grandes assentamentos"; eles priorizaram especialmente a escavação de dois assentamentos conhecidos como Kilamope e Sangay. A área central de Kilamope cobre uma área comparável em tamanho ao Planalto de Gizé ou à avenida principal de Teotihuacan. O padrão típico de construção nos sítios girava em torno de plataformas retangulares que foram construídas escavando e achatando os topos das colinas. Foram descobertas cerca de 6 mil dessas plataformas, sobre as quais foram construídas estruturas em grupos de três a seis. Acredita-se que as estruturas sejam principalmente residenciais, embora algumas tenham tido fins cerimoniais. Nas plataformas foram encontradas lareiras e covas, além de potes, pedras para moer plantas e sementes queimadas. Eles medem cerca de 20 por 10 metros e têm de 2 a 3 metros de altura. Um complexo em Kilamope tinha uma plataforma que mede 140 por 40 metros. Um sistema de estradas, que se estendia por até 25 km, conectava as áreas residenciais do vale. Foram observadas valas e obstruções nas estradas em torno de alguns dos assentamentos, sugerindo que eles poderiam ter necessidade de se defender contra ameaças.
Descobriu-se que as áreas urbanizadas dos sítios do Vale do Upano eram cercadas por terras agrícolas, incluindo campos e terraços nas encostas, que cultivavam culturas como milho, mandioca e batata-doce. Estas terras agrícolas eram delimitadas por uma rede de valas e canais de drenagem. Rostain especula que o vulcão vizinho Sangay forneceu à região um solo rico para cultivo.
Os sítios do Vale Upano foram habitados pela primeira vez por volta de 500 a.C., e acredita-se que tenham sido abandonados entre 300 e 600 d.C.. Rostain teoriza que o declínio dos sítios pode estar ligado às erupções do vulcão Sangay. A população da região é debatida; Antoine Dorison, co-autor do artigo da Science, estima que a população do aglomerado atingiu o pico em cerca de 15 a 30 mil pessoas, enquanto outros levantam a hipótese de que a região pode ter sido o lar de mais de 100 mil habitantes.
Os arqueólogos rotularam os habitantes dos sítios como membros das culturas Kilamope e Upano. A sociedade e as práticas culturais destes grupos ainda são pouco compreendidas. A cultura material encontrada nos sítios inclui cerâmica pintada, bem como jarras contendo resíduos de chicha, uma bebida alcoólica à base de milho comum na América do Sul pré-colombiana.